# AlpTransit Gotthard
Die AlpTransit Gotthard AG (ATG), italienisch AlpTransit San Gottardo, war eine Tochtergesellschaft der Schweizerischen Bundesbahnen (SBB) mit dem Zweck, die Gotthardachse, das Kernstück der Neuen Eisenbahn-Alpentransversale zu bauen.
Das Unternehmen wurde mit Beschluss des SBB-Verwaltungsrates vom 7. November 1997 am 12. Mai 1998 aus den SBB ausgegliedert und hatte seinen Sitz in Luzern sowie Aussenstellen in Bellinzona, Altdorf (bis März 2019), Sedrun (bis Dezember 2017) und Faido (bis Juli 2016). Geleitet wurde die ATG von Peter Zbinden (1998–2007), Renzo Simoni (2007–2017) und Dieter Schwank (2017–2023).
Die AlpTransit Gotthard war als Bauherr gegenüber dem Bund verantwortlich für die Einhaltung der Termine und Kosten und kümmerte sich um Studien, Planung, Ausschreibeverfahren, Vergaben, Bauaufsicht und Öffentlichkeitsarbeit im Zusammenhang mit Projektierung und Bau des Gotthard- sowie des Ceneri-Basistunnels und deren Zufahrtsstrecken. Der Gotthard-Basistunnel wurde 2016 in Betrieb genommen, der Ceneri-Basistunnel 2020. Nach Erfüllung ihrer Aufgaben wurde die AlpTransit Gotthard am 30. April 2023 durch Fusion mit den SBB aufgelöst.